# Kristeinbach (Drau)
Der Kristeinbach ist ein Bach in den Gemeinden Anras und Assling (Bezirk Lienz). Der Bach entspringt in den Villgratner Bergen und mündet bei Mittewald in die Drau.

## Geschichte
Der Kristeinbach wurde bereits in einer Urkunde von Herzog Tassilo III. von 769 zugunsten der Errichtung von Kloster Innichen als „rivolum montis Anarasi“ (wörtlich „Bach des Anraser Bergs“) erwähnt und bildete jahrhundertelang die schwankende Ostgrenze des Innicher Stiftsgebietes.

## Verlauf
Der Kristeinbach entspringt am Südwestabhang des Verbindungsgrats zwischen den Bergen Beim Kreuz und Hochegg in den Villgratner Bergen. Er fließt in der Folge in einem Bogen nach Südosten und in der Folge in südöstlicher Richtung durch das Kristeiner Tal. Auf seinem Weg passiert er im Unterlauf die Ortsteile Vergein, St. Justina und Mittewald der Gemeinde Assling und mündet bei Mittewald linksseitig in die Drau. Beinahe über den gesamten Verlauf bildet der Bach die Grenze zwischen den Gemeinden Assling und Anras.

## Energiewirtschaftliche Nutzung
Am Kristeinbach bestehen zwei Kraftwerke. Das größere der beiden Kraftwerke wurde 1973 von der Gemeinde errichtet. Es handelt sich um ein Ausleitungskraftwerk mit einer Leistung von 2550 kW. Die Druckrohrleitung weist eine Länge von 4980 Metern auf und überwindet einen Höhenunterschied von 540 m. Das Kraftwerk wurde 1980 um einen Tagesspitzenspeicher in Form einen Rundsilos mit 18 m Durchmesser und 10 m Höhe ergänzt. Durch das Fassungsvermögen von rund 2500 m³ können größere Tagesspitzen ausgeglichen werden. Bereits 1980 und zwischen 2000 und 2003 musste die Druckrohrleitung saniert bzw. getauscht werden. Die durchschnittliche Jahreserzeugung beträgt 16,5 Millionen kWh.
Ein zweites, privates Kraftwerk diente ursprünglich lediglich zur Deckung des Strombedarfs des Landwirts Erwin Lukasser. Als er 1989 seinen Betrieb erweiterte, wurde auch das Kraftwerk neu errichtet. Mit Unterstützung des Landes Tirol wurde das Kraftwerk 2014 revitalisiert und eine Fischaufstiegshilfe errichtet. Das Kraftwerk weist eine Jahreserzeugung von rund 2 Millionen kWh auf.